# Fernán Coronas
Fernán Coronas (Cadavedo, 7 de agosto de 1884-Luarca, 28 de enero de 1939) es el seudónimo con el que se conoce al religioso y poeta asturiano Galo Antonio Fernández (Padre Galo). Su poesía y su trabajo de dignificación de la lengua asturiana ejercieron una importante influencia en los autores de la primera generación del Surdimientu.

## Elementos biográficos
Galo Antonio Fernández y Fernández Cantera nació el 7 de agosto de 1884 en Cadavedo (concejo de Valdés). Fue el primero de tres hermanos de un carabinero y una campesina.
Siendo todavía niño, en 1897, entró en el Convento-Noviciado de la Congregación de Misioneros Oblatos de la Beata Virgen María Inmaculada en Urnieta (Guipúzcoa). Su carrera eclesiástica lo llevó a viajar por los diferentes conventos de la orden en Europa: Países Bajos, Bélgica, Francia y Italia. Fue precisamente en la ciudad francesa de Aix-en-Provence donde se ordenó sacerdote y pronunció su primera misa en 1909.-
A partir de 1915, alterna su residencia entre Urnieta y Madrid, pero viaja con frecuencia a Asturias.
En los últimos años de su vida, los problemas de salud lo llevaron a volver a su concejo natal. Allí ejerció de sacerdote ayudando a los párrocos de Cadavedo y Trevías y fue el creador de la fiesta de la Virgen de la Riégala, que se comenzó a celebrar en 1931.
El 28 de enero de 1939 murió en el hospital de (Luarca).
El Museo en su honor esta en Cadavedo .

## Obra

### En castellano
Los poemas más antiguos del padre Galo se remontan a los primeros año del siglo XX y están escritos en castellano. Buena parte de ellos se publicaron en Madrid con el título de Cantares floridos en 1915.
Hacia 1918 empezó a redactar su Poema a Covadonga, del que hubo varias versiones. La última, de 1925, presenta un poema organizado en siete libros, de dos partes cada uno, que corresponden a los siete siglos de la Reconquista. Según algún testimonio recogido por Antón García, el padre Galo tenía la intención de escribir una versión de este poema en asturiano. De este posible proyecto sólo se conocen tres poemas: El monxu ferreiru, Lus escudus van veláus y Las siete doncellas encoronadas.
En 1924 publicó en Madrid otro libro en castellano, en este caso en prosa. Lleva por título Un lirio del valle, y narra la vida de una religiosa, María Teresa Eguilegor, muerta a los 19 años.

### En asturiano
Las primeras composiciones del padre Galo en asturiano datan de los años 1909-1910 y están motivados en algunos casos por la nostalgia que siente lejos de su Cadavedo (Señaldá, Carta).
En los años 1920, ya realiza la mayor parte de su obra en asturiano y se ve más patente su voluntad de revitalizar la llingua por medio del cultivo literario y los estudios filológicos.
Muchos de estos poemas tienen una temática religiosa, especialmente los incluidos en el Viacrucis valdesanu o los dedicados a la Virgen de la Regalina (A la nuesa virxinina, A la Regalina, Vírxene de mayu...)
En otros poemas aparece la temática patriótica, con la reivindicación identitaria de una Asturias adormecida que ha de despertar de su sueño y darle la dignidad que merece a su lengua. La obra del padre Galo se enmarca así en el fenómeno de los renacimientos culturales de otras lenguas, como la occitana, la catalana, la vasca o la gallega. En este sentido, son muy significativos poemas como Queixúmene del Esba, Las duas falas astures, La fala astur, A la espada xaciente de don Playu o Bandeirina, bandeirina.
El profundo lirismo que destaca en muchos de sus versos (Incla interior, Cuandu paséi la ponte de santa Catalina, Na vera'l mar) hace que Fernán Coronas esté considerado por muchos como el primer verdadero poeta en lengua asturiana, y que fuera uno de los pocos autores asturianos reivindicados por los autores del Surdimientu.
La inquietud del padre Galo por recuperar la lengua lo llevó a reflexionar sobre la ortografía del asturiano, proponiendo soluciones originales como las grafías lh, ge, gi, qe, qi; en lugar de ll, gue, gui, que, qui. También redactó una gramática hoy en día perdida, aunque parece ser que estuvo a punto de ser impresa. En los últimos años de su vida trabajó en un diccionario, para el que llegó a recoger hacia 14.000 términos.
Otra de las grandes aportaciones de este poeta en el ámbito del asturiano y el leonés es que concibió a las hablas de Asturias y León en conjunto, y siempre apoyó la postura de encontrar una solución a la situación que fuera válida para las modalidades de un lado y otro de la Cordillera.

### En otras lenguas y traducciones
Como consecuencia de sus viajes y su formación eclesiástica, el padre Galo conocía bien muchos idiomas, entre ellos todos los de la península ibérica, el francés, el occitano, el hebreo, el latín, el griego, el alemán y el inglés. Estos conocimientos le sirvieron para escribir poemas en varias de las lenguas mencionadas (latín, italiano, francés, gallego y occitano). También tradujo al castellano o al asturiano poemas, entre otros, de Goethe, Novalis y Heine, o de autores japoneses, aunque en este último caso pudo haberse basado en versiones francesas.
- Datos: Q3069597